# Ronnie Radke
Ronnie Radke (* 15. prosince 1983 Las Vegas) je americký zpěvák, rapper, textař a hudební producent.
V současnosti je frontmanem skupiny Falling in Reverse. Do roku 2008 byl zpěvákem a textařem z lasvegaské post-hardcorové skupiny Escape the Fate. Když byl malý, opustila ho matka a tak Ronnieho i jeho bratra vychoval otec. Píseň „The Day I Left The Womb“ je o otcově výchově a o tom, jak ho opustila matka. Kvůli drogám odešel ze skupiny, ale později se vrátil a zatím[kdy?] drogy nebere.
V lednu 2008 byl jako dvacetisedmiletý obviněn za závažné ublížení na zdraví, když se podílel v květnu 2006 na bitce ve svém bydlišti v Las Vegas, při kterém zemřel osmnáctiletý Michael Cook. Radke se vyhnul pobytu ve vězení, ale po porušení podmínky byl v srpnu 2008 poslán do vězení. Zatímco byl ve vězení, začal Radke s novou kapelou, From Behind These Walls, která je nyní známa jako Falling in Reverse. V roce 2010 ho pustili. 24. července 2011 vydali první desku The Drug In Me Is You.